# Keleti pézsmacickány
A keleti pézsmacickány (Desmana moschata) az emlősök (Mammalia) osztályának Eulipotyphla rendjébe, ezen belül a vakondfélék (Talpidae) családjába tartozó faj.
Nemének egyetlen faja.
A régebbi rendszertani besorolások szerint a rovarevők (Insectivora) rendjébe, aztán pedig a saját pézsmacickányformák (Desmaninae) alcsaládjába tartozott; azonban manapság újból vakondformának számít.

## Előfordulása

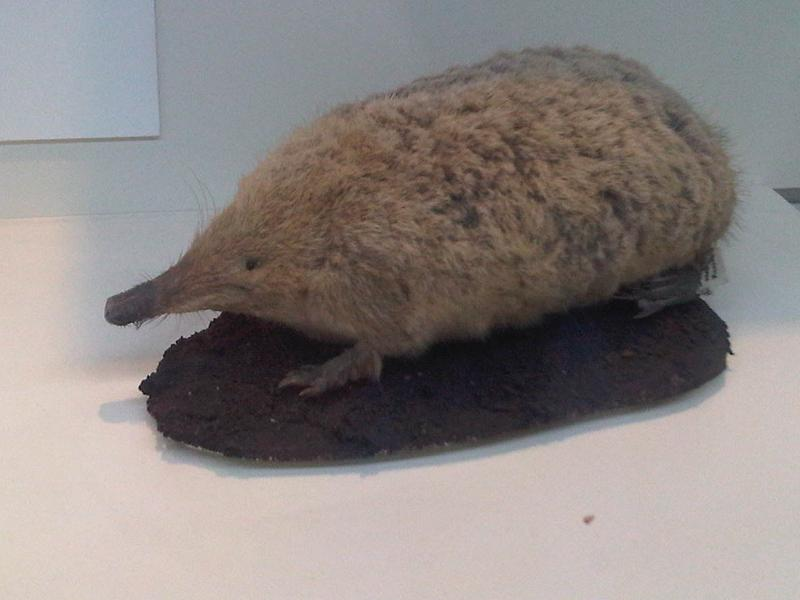
kitömött példány a londoni Természettudományi Múzeumban

A volt Szovjetunió európai területein él, szigetszerűen fordul elő Ázsiában. A patakokban és álló vizekben érzi jól magát. A 19. és 20. században a prémjéért vadászták, fenyegeti a mezőgazdaság terjeszkedése és verseng a betelepített fajokkal - nutria (Myocastor coypus), pézsmapocok (Ondatra zibethicus) -, az IUCN vörös listája a sebezhető kategóriába sorolja a fajt.

## Megjelenése
A pireneusi pézsmacickánynál nagyobb - fejtesthossza 18–21,5 centiméter, farokhossza 17–21,5 centiméter - bundája felül inkább szürkésbarna.

## Életmódja
A természetes életmódjáról keveset tudunk. A vízparton építi a fészkét. Pézsmaszaggal jelöli területét. Éjszaka aktív. Étrendjébe bele tartoznak a halak, puhatestűek, rákok és kétéltűek.

## Szaporodása
A nőstény 2 - általában 3-6 - kölyköt hoz világra tavasszal és ősszel.